# Campeonato Europeu de Atletismo em Pista Coberta de 1983
O 14º Campeonato Europeu de Atletismo em Pista Coberta foi realizado no Palácio dos Desportos de Budapeste, Hungria, nos dias 5 e 6 de março de 1983. Do programa fizeram parte 22 provas, 12 masculinas e 10 femininas. A União Soviética foi o país que ganhou mais títulos e que obteve mais medalhas.

## Medalhistas
Masculino
| Evento               | Ouro                    | Ouro    | Prata                     | Prata   | Bronze                                         | Bronze  |
| 60 m                 | ITA Stefano Tilli       | 6.63    | FRG Christian Haas        | 6.64    | BUL Valentin Atanasov                          | 6.66    |
| 200 m                | URS Aleksandr Yevgenyev | 20.97   | BEL Jacques Borlée        | 21.13   | HUN István Nagy                                | 21.18   |
| 400 m                | URS Yevgeniy Lomtev     | 46.20   | GBR Ainsley Bennett       | 46.43   | ESP Ángel Heras                                | 46.57   |
| 800 m                | ESP Colomán Trabado     | 1:46.91 | GBR Peter Elliott         | 1:47.38 | FRA Thierry Tonnelier                          | 1:47.68 |
| 1500 m               | FRG Thomas Wessinghage  | 3:39.82 | ESP José Manuel Abascal   | 3:40.69 | FIN Antti Loikkanen                            | 3:41.31 |
| 3000 m               | YUG Dragan Zdravković   | 7:54.73 | URS Valeriy Abramov       | 7:57.79 | FRG Uwe Mönkemeyer                             | 7:58.11 |
| 60 m barreiras       | GDR Thomas Munkelt      | 7.48    | FIN Arto Bryggare         | 7.60    | GDR Andreas Oschkenat                          | 7.63    |
| salto em altura      | FRG Carlo Thränhardt    | 2,32    | FRG Gerd Nagel            | 2,30    | ITA Massimo Di Giorgio POL Mirosław Włodarczyk | 2,27    |
| salto com vara       | URS Vladimir Polyakov   | 5,60    | URS Aleksandrs Obižajevs  | 5,60    | FRA Patrick Abada                              | 5,55    |
| salto em comprimento | HUN László Szalma       | 7,95    | HUN Gyula Pálóczi         | 7,90    | FRG Jens Knipphal                              | 7,82    |
| triplo salto         | URS Nikolay Musiyenko   | 17,12   | URS Gennadiy Valyukevich  | 16,94   | HUN Béla Bakosi                                | 16,90   |
| lançamento do peso   | URS Jānis Bojārs        | 20,56   | URS Aleksandr Baryshnikov | 20,44   | YUG Ivan Ivančić                               | 20,26   |

Feminino
| Evento               | Ouro                      | Ouro      | Prata                  | Prata   | Bronze                  | Bronze  |
| 60 m                 | GDR Marlies Göhr          | 7.09      | GDR Silke Gladisch     | 7.12    | ITA Marisa Masullo      | 7.19    |
| 200 m                | GDR Marita Koch           | 22.39     | GBR Joan Baptiste      | 23.37   | FRG Christina Sussiek   | 23.61   |
| 400 m                | TCH Jarmila Kratochvílová | 49.69     | GDR Kirsten Siemon     | 51.70   | BUL Rositsa Stamenova   | 52.36   |
| 800 m                | URS Svetlana Kitova       | 2:01.28   | TCH Zuzana Moravčíková | 2:01.66 | URS Olga Simakova       | 2:02.25 |
| 1500 m               | FRG Brigitte Kraus        | 4:16.14   | ROU Maria Radu         | 4:16.16 | TCH Ivana Kleinová      | 4:17.21 |
| 3000 m               | URS Yelena Sipatova       | 9:04.40   | ITA Agnese Possamai    | 9:04.41 | URS Yelena Malykhina    | 9:04.52 |
| 60 m barreiras       | GDR Bettine Jahn          | 7.75      | GDR Kerstin Knabe      | 7.96    | URS Tatyana Maluvanyets | 8.07    |
| salto em altura      | URS Tamara Bykova         | 2,03 (CR) | URS Larisa Kositsyna   | 1,94    | FRA Maryse Ewanje-Epée  | 1,92    |
| salto em comprimento | TCH Eva Murková           | 6,77      | GDR Helga Radtke       | 6,63    | GDR Heike Daute         | 6,52    |
| lançamento do peso   | TCH Helena Fibingerová    | 20,61     | GDR Helma Knorscheidt  | 20,35   | TCH Zdenka Šilhavá      | 19,56   |

## Quadro de medalhas
| Ordem | País               | Medalha de ouro | Medalha de prata | Medalha de bronze | Total |
| ----- | ------------------ | --------------- | ---------------- | ----------------- | ----- |
| 1     | União Soviética    | 8               | 5                | 3                 | 16    |
| 2     | Alemanha Oriental  | 4               | 5                | 2                 | 11    |
| 3     | Alemanha Ocidental | 3               | 2                | 3                 | 8     |
| 4     | Tchecoslováquia    | 3               | 1                | 2                 | 6     |
| 5     | Hungria            | 1               | 1                | 2                 | 4     |
| 5     | Itália             | 1               | 1                | 2                 | 4     |
| 7     | Espanha            | 1               | 1                | 1                 | 3     |
| 8     | Iugoslávia         | 1               | 0                | 1                 | 2     |
| 9     | Reino Unido        | 0               | 3                | 0                 | 3     |
| 10    | Finlândia          | 0               | 1                | 1                 | 2     |
| 11    | Bélgica            | 0               | 1                | 0                 | 1     |
| 11    | Roménia            | 0               | 1                | 0                 | 1     |
| 13    | França             | 0               | 0                | 3                 | 3     |
| 14    | Bulgária           | 0               | 0                | 2                 | 2     |
| 15    | Polónia            | 0               | 0                | 1                 | 1     |